# Burundi na Letních olympijských hrách 2016
Burundi na Letních olympijských hrách 2016.

## Medailisté
| Medaile | Jméno                 | Sport    | Disciplína     |
| ------- | --------------------- | -------- | -------------- |
| Stříbro | Francine Niyonsabaová | Atletika | Ženy 800 metrů |